# Монітори типу «Шквал»

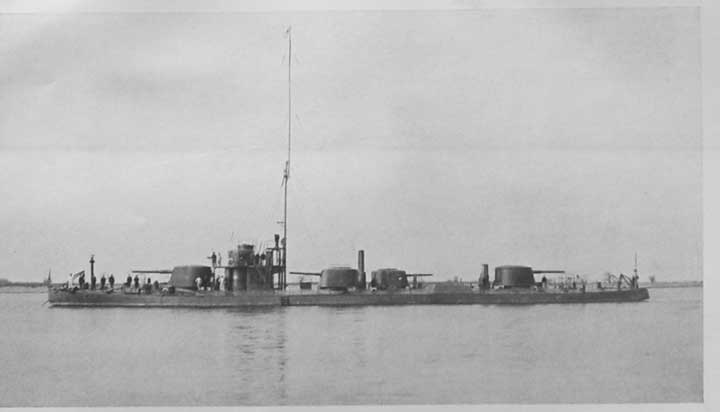
Баштовий канонерський човен «Шквал», 1911

Монітори типу «Шквал», баштові канонерські човни типу «Шквал» — серія російських баштових канонерських човнів, які у часи СРСР класифікувалися як монітори. Кораблі діяли у складі Амурської військової флотилії.
До Жовтневого перевороту баштові канонерські човни типу «Шквал» також іноді класифікувалися як річкові канонерські човни 2-го рангу (баштові). Баштові канонерські човни типу «Шквал» були першими в світі броньованими річковими кораблями з дизельними двигунами, а також найпотужнішими кораблями на Амурі. Один з баштових канонерських човнів цього типу «Гроза» загинув під час Громадянської війни.

## Історія
Програш у Японській війні спонукав Російську імперію посилити оборону на Амурі кораблями спеціальної побудови з великокаліберною артилерією. Конкурс на розробку проєкту таких кораблів виграв проєкт броньованого канонерського човна з чотирма баштами інженерів Балтійського суднобудівного і механічного заводу. Завод отримав від «Комітету прибережної оборони» замовлення на суму 10,92 мільйона рублів.
Річкові баштові канонерські човни типу «Шквал» проєктували спеціально для Амурського басейну, де була відсутня мережа вугільних станцій, а майже єдина база була в Хабаровську. Ці обставини сприяли першому у світовій практиці використання дизельної силової установки. Проєкт розробляли виходячи з досвіду і російсько-японської воїни і вимог Головного Морського Штабу. Потім його значно вдосконалили конструктори та інженери Балтійського заводу.
У 1907 році Морське міністерство Російської імперії замовило будівництво восьми броньованих баштових канонерських човнів водотоннажністю по 976 тон для новоствореної флотилії, яка формувалася для захисту гирла Амуру і берегів мілководної Татарської протоки (південна половина острову Сахалін, який вона відділяє від материка, перейшла до Японії згідно умов Портсмутського договору).
Перед проєктувальниками баштових канонерських човнів були поставлені дуже жорсткі умови: осадка не повинна була перевищувати 1,2— 1,4 м, запасу палива повинно було вистачити для переходу з Хабаровська в Благовєщенськ і назад. Також вимагалось встановити далекобійні знаряддя великого калібру, броню, яка забезпечувала захист від вогню польових гармат і забезпечити швидкість не менше 10 вузлів (18,5 км/год).

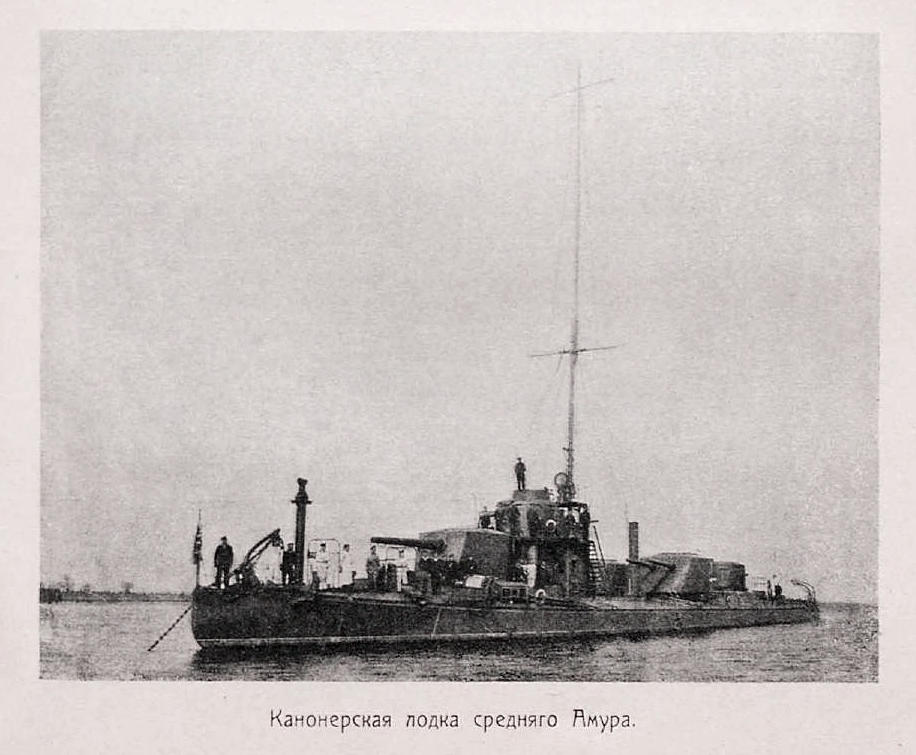
Баштовий канонерський човен «Шквал» 1912

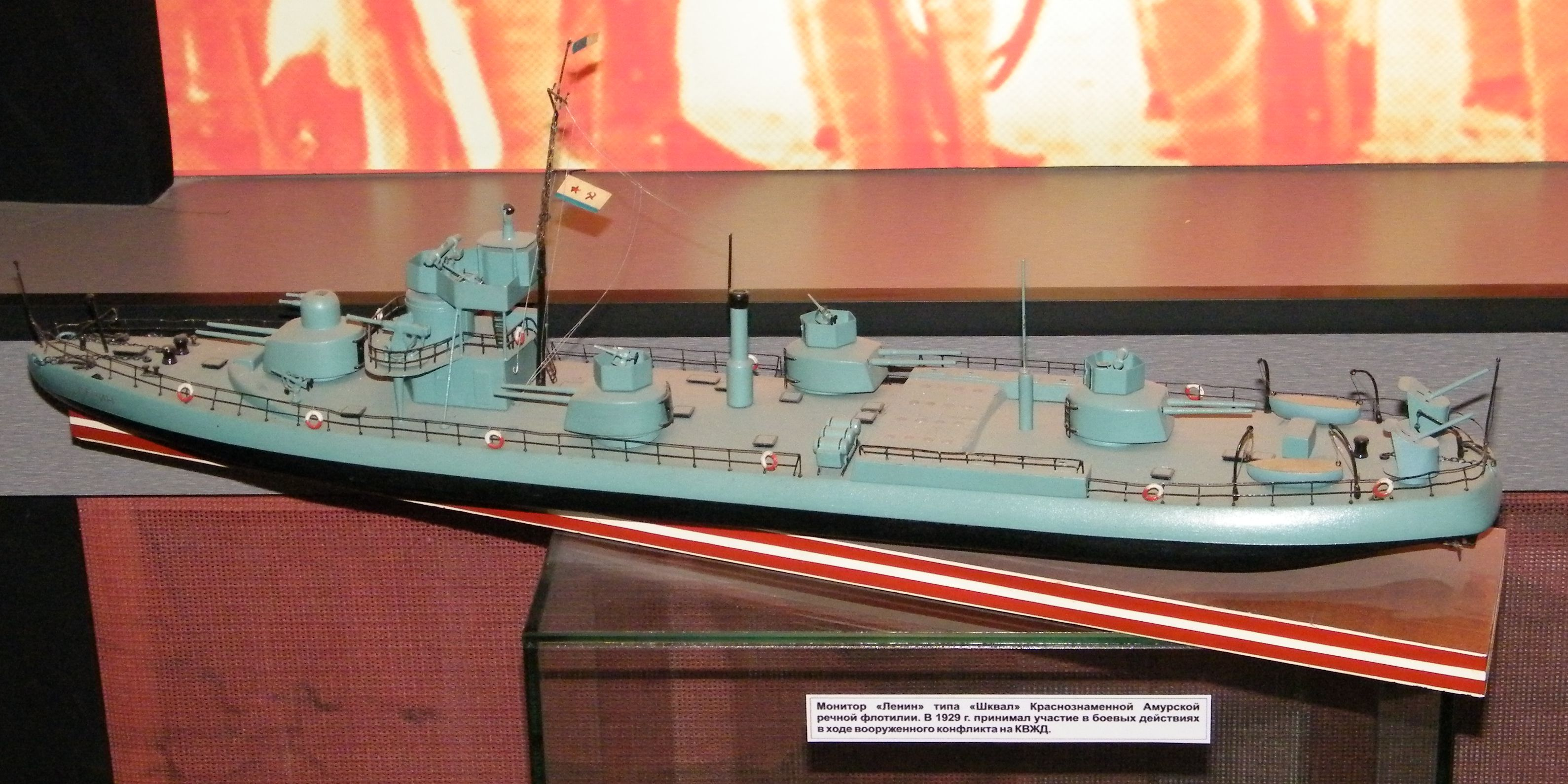
Модель монітора «Ленін» (колишній «Шторм») станом на 1945 рік

Кораблі остаточно увійшли до складу Амурської річкової флотилії в навігацію 1910 року.
Під час Першої світової війни, з враховуючи спокійну військово-політичну обстановку на Далекому Сході Росії (Японія була союзником Антанти), а також необхідністю посилення діючих флотів на Європейському театрі військових дій, Морський генеральний штаб наказав вивести в резерв частину кораблів. З них були зняті артилерія, частково суднові машини та механізми. З серпня 1914 року у строю залишалися тільки «Шквал» і «Смерч».
В кінці 20-х — 30-х роках «баштові канонерські човни» були перекласифіковано у монітори, пройшли капітальний ремонт та модернізацію.
Під час радянсько-японської війни кораблі (окрім монітору «Кіров») брали участь у бойових діях на ріці Сунгарі. Монітори «Свердлов» та «Сун-Ят-Сен» були відзначені гвардійським званням.
У березні 1958 року всі монітори типу «Шквал» здали у відання відділу фондового майна для розбору на метало-брухт.